# دسأسيتيل ميتيبرانولول
دسأسيتيل ميتيبرانولول (الاسم العلمي: Desacetylmetipranolol) هو مستقلب فعال لميتيبرانولول.